# Amaranthus powellii
Amaranthus powellii är en amarantväxtart som beskrevs av Sereno Watson. Amaranthus powellii ingår i släktet amaranter, och familjen amarantväxter.

## Underarter
Arten delas in i följande underarter:
- A. p. bouchonii
- A. p. powellii

## Bildgalleri

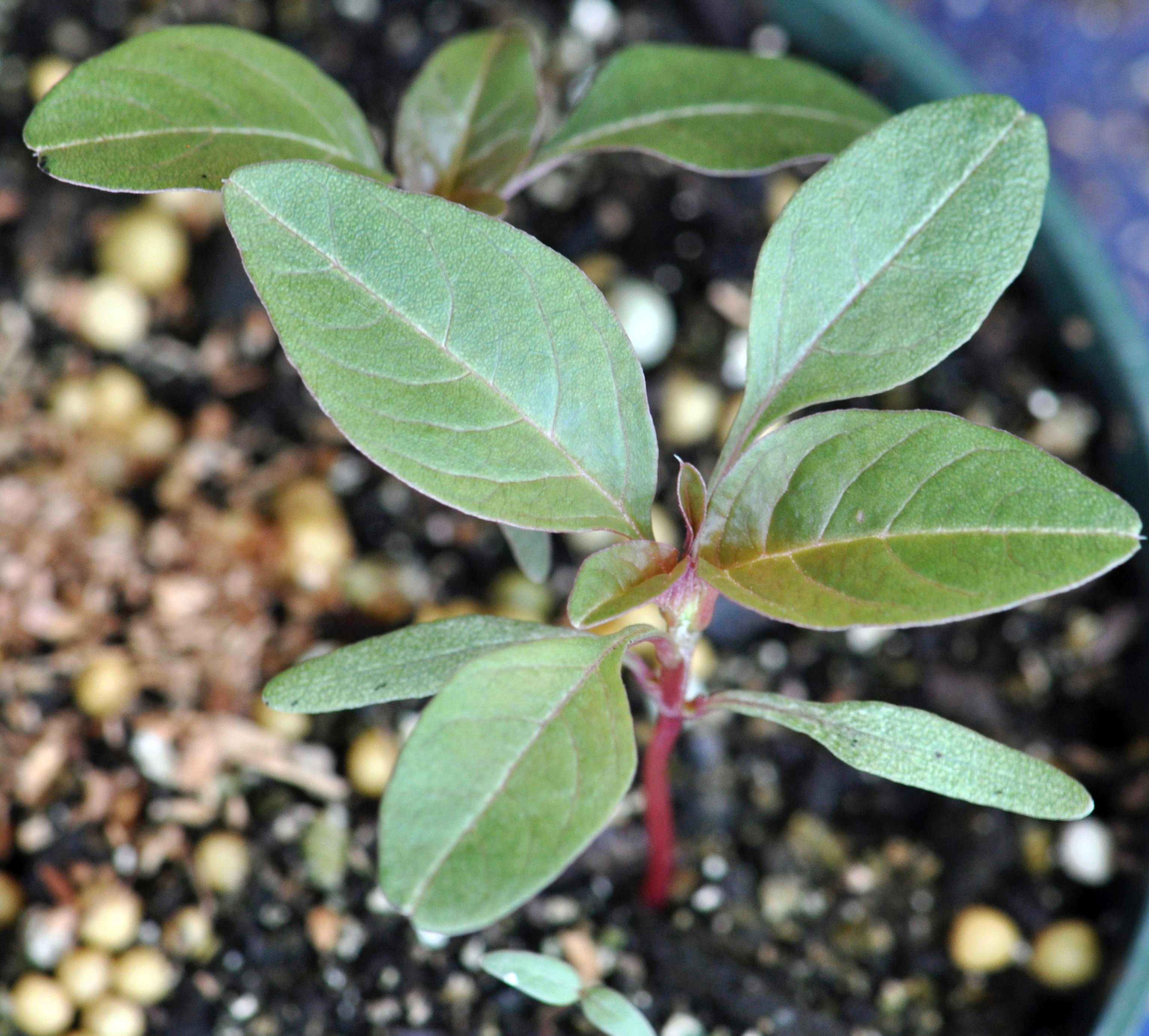
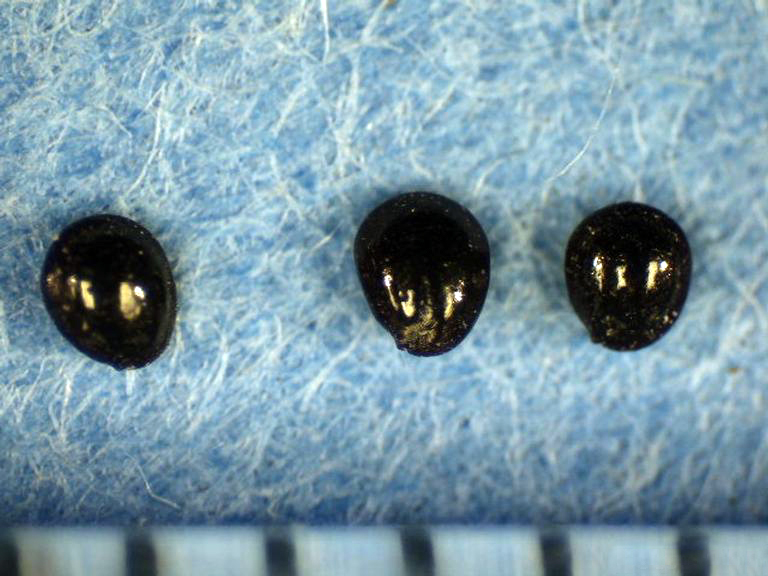
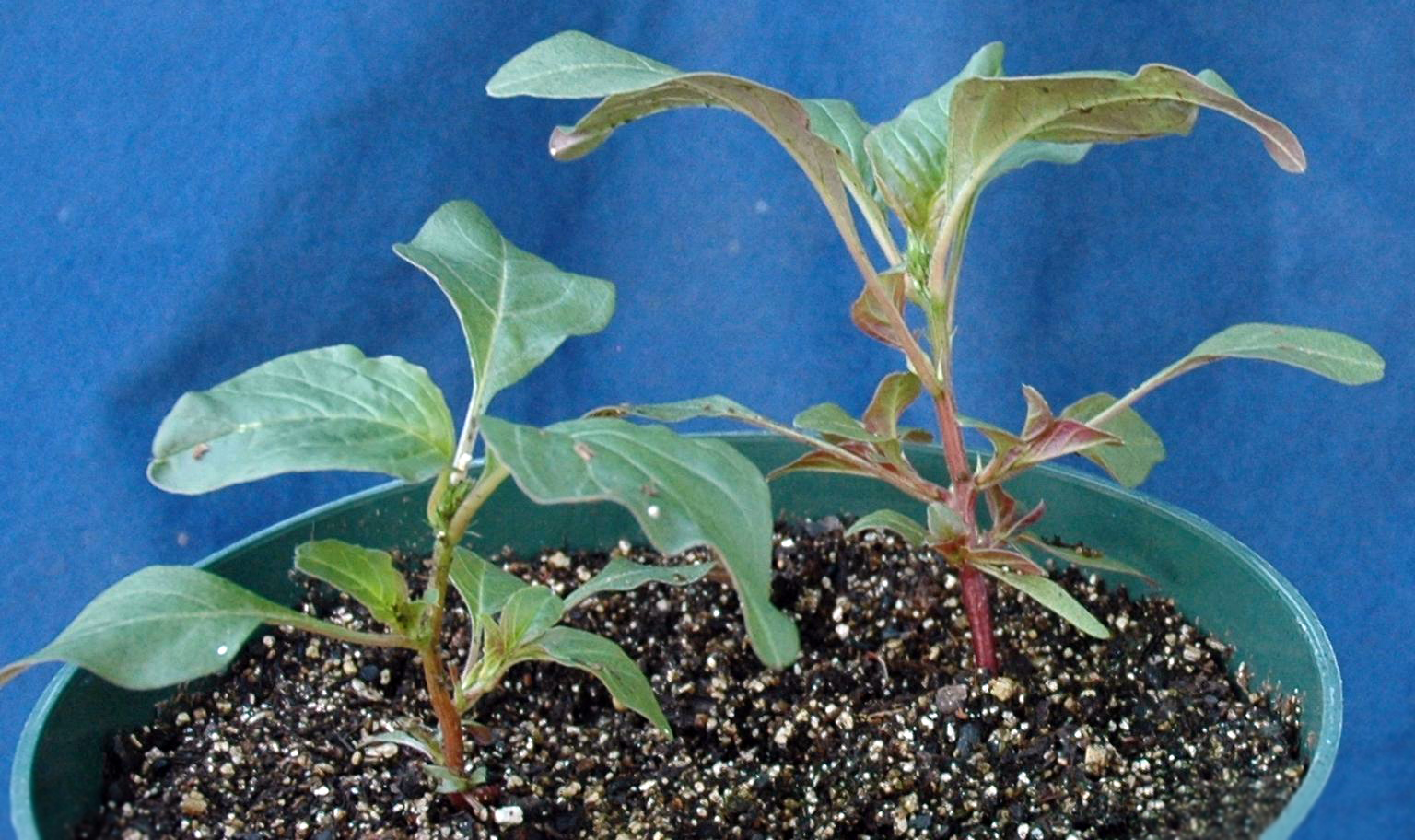
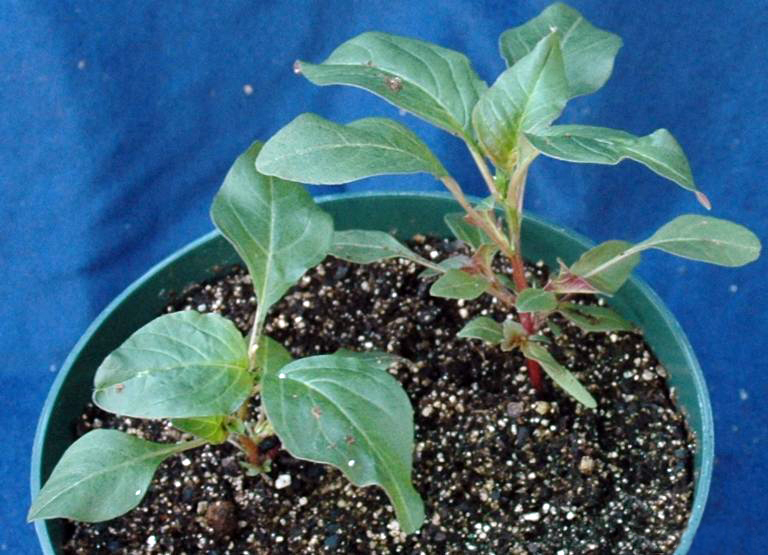
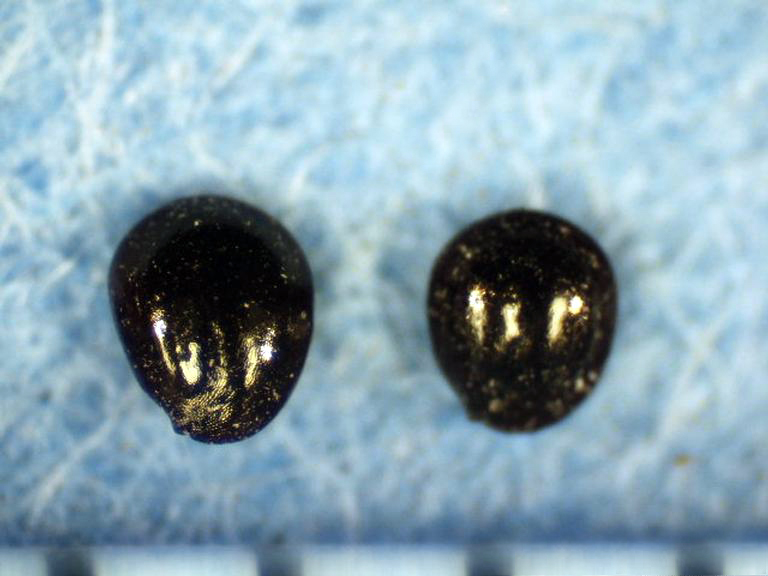
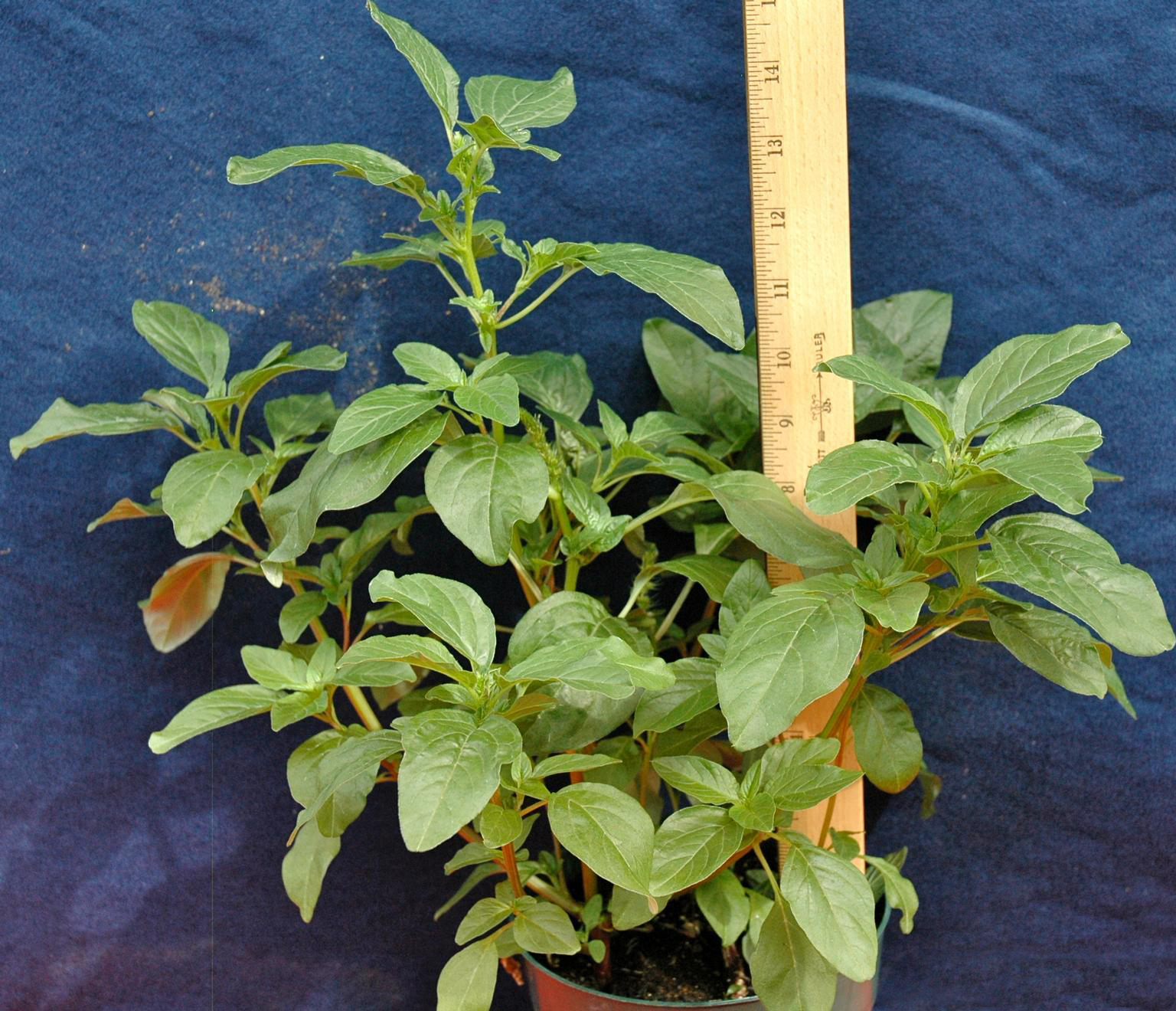